# Campionato europeo di pallanuoto 2001 (femminile)
La IXª edizione del campionato europeo di pallanuoto femminile, organizzato dalla LEN, si è disputata a Budapest dal 16 al 23 giugno 2001, contemporaneamente al torneo maschile.
Le padrone di casa dell'Ungheria hanno vinto il loro secondo titolo europeo sconfiggendo in finale le campionesse in carica dell'Italia.

## Squadre partecipanti
GRUPPO A
- Germania
- Grecia
- Italia
- Russia

GRUPPO B
- Francia
- Ungheria
- Paesi Bassi
- Spagna

## Fase preliminare

### Gruppo A
|    | Squadra  | Punti | G | V | N | P | GF | GS | Diff |
| -- | -------- | ----- | - | - | - | - | -- | -- | ---- |
| 1. | Italia   | 6     | 3 | 3 | 0 | 0 | 21 | 16 | +5   |
| 2. | Russia   | 4     | 3 | 2 | 0 | 1 | 27 | 18 | +9   |
| 3. | Grecia   | 2     | 3 | 1 | 0 | 2 | 17 | 19 | –2   |
| 4. | Germania | 0     | 3 | 0 | 0 | 3 | 19 | 31 | –12  |

- 16 giugno 2001

| Russia   | 7 – 6 | Grecia |
| Germania | 7 – 9 | Italia |

- 17 giugno 2001

| Grecia | 3 – 5  | Italia   |
| Russia | 14 – 5 | Germania |

- 18 giugno 2001

| Grecia | 8 – 7 | Germania |
| Italia | 7 – 6 | Russia   |

### Gruppo B
|    | Squadra     | Punti | G | V | N | P | GF | GS | Diff |
| -- | ----------- | ----- | - | - | - | - | -- | -- | ---- |
| 1. | Ungheria    | 5     | 3 | 2 | 1 | 0 | 38 | 19 | +19  |
| 2. | Paesi Bassi | 5     | 3 | 2 | 1 | 0 | 29 | 20 | +9   |
| 3. | Spagna      | 2     | 3 | 1 | 0 | 2 | 19 | 26 | –7   |
| 4. | Francia     | 0     | 3 | 0 | 0 | 3 | 10 | 31 | –21  |

- 16 giugno 2001

| Paesi Bassi | 10 – 2 | Francia  |
| Spagna      | 4 – 14 | Ungheria |

- 17 giugno 2001

| Paesi Bassi | 12 – 12 | Ungheria |
| Spagna      | 9 – 5   | Francia  |

- 18 giugno 2001

| Spagna   | 6 – 7  | Paesi Bassi |
| Ungheria | 12 – 3 | Francia     |

## Fase finale

### Tabellone
|  | Quarti di finale      | Quarti di finale |                           |                           | Semifinali | Semifinali |  |  | Finale | Finale |
|  |                       |                  |                           |                           |            |            |  |  |        |        |
|  |                       |                  |                           |                           |            |            |  |  |        |        |
|  |                       |                  |                           |                           |            |            |  |  |        |        |
|  | Ungheria              |                  |                           |                           |            |            |  |  |        |        |
|  |                       |                  |                           |                           |            |            |  |  |        |        |
|  | ammessa in semifinale |                  |                           |                           |            |            |  |  |        |        |
|  | Ungheria              | 7                |                           |                           |            |            |  |  |        |        |
|  | Ungheria              | 7                |                           |                           |            |            |  |  |        |        |
|  |                       | Russia           | 6                         |                           |            |            |  |  |        |        |
|  | Russia                | Russia           | 6                         | 11                        |            |            |  |  |        |        |
|  | Russia                |                  |                           | 11                        |            |            |  |  |        |        |
|  | Spagna                | 5                |                           |                           |            |            |  |  |        |        |
|  | Spagna                | 5                | Ungheria                  | 10                        |            |            |  |  |        |        |
|  |                       |                  | Ungheria                  | 10                        |            |            |  |  |        |        |
|  |                       | Italia           | 8                         |                           |            |            |  |  |        |        |
|  | Italia                | Italia           | 8                         |                           |            |            |  |  |        |        |
|  |                       |                  |                           |                           |            |            |  |  |        |        |
|  | ammessa in semifinale |                  |                           |                           |            |            |  |  |        |        |
|  | Italia                | 7                | Finale per il terzo posto | Finale per il terzo posto |            |            |  |  |        |        |
|  | Italia                | 7                | Finale per il terzo posto | Finale per il terzo posto |            |            |  |  |        |        |
|  |                       | Grecia           | 1                         |                           |            |            |  |  |        |        |
|  | Paesi Bassi           | Grecia           | 1                         | 5                         | Russia     | 8          |  |  |        |        |
|  | Paesi Bassi           |                  |                           | 5                         | Russia     | 8          |  |  |        |        |
|  | Grecia                | 7                |                           | Grecia                    | 5          |            |  |  |        |        |
|  | Grecia                | 7                |                           |                           | 5          |            |  |  |        |        |
|  |                       |                  |                           |                           |            |            |  |  |        |        |
|  |                       |                  |                           |                           |            |            |  |  |        |        |

### Quarti di finale
- 19 giugno

| Russia      | 11 – 5 | Spagna |
| Paesi Bassi | 5 – 7  | Grecia |

### Semifinali
- 21 giugno

| Ungheria | 7 – 6 | Russia |
| Italia   | 7 – 1 | Grecia |

### Finali
- 19 giugno — 7º posto

| Francia | 6 – 7 | Germania |

- 21 giugno — 5º posto

| Spagna | 9 – 10 | Paesi Bassi |

- 23 giugno — Finale per il Bronzo

| Russia | 8 – 5 | Grecia |

- 23 giugno — Finale per l'Oro

| Ungheria | 10 – 8 | Italia |

## Classifica finale
| Pos. | Squadra     |
| ---- | ----------- |
|      | Ungheria    |
|      | Italia      |
|      | Russia      |
| 4    | Grecia      |
| 5    | Paesi Bassi |
| 6    | Spagna      |
| 7    | Germania    |
| 8    | Francia     |